# Eva Nyström (Fußballspielerin)
Eva Ulrika Nyström (* 29. November 1999 in Helsinki) ist eine finnische Fußballspielerin. Die Abwehrspielerin steht bei West Ham United unter Vertrag und spielt seit 2022 für die finnische Nationalmannschaft.

## Karriere
Die Finnlandschwedin Eva Nyström ist in der zweisprachigen Stadt Helsinki (schwedisch Helsingfors) aufgewachsen. Sie machte ihr Abitur (schwedisch studentexamen) an der Schule Brändö gymnasium, einem schwedischsprachigen Sportgymnasium in ihrer Heimatstadt. Ihre Ausbildung als Fußballerin begann sie im  Verein FC Viikingit.
Nyström spielte in der Saison 2017/18 in Finnland für PK-35 Vantaa und erzielte in 22 Spielen drei Tore. In der Saison 2017/18 gewann sie die Meisterschaft. Anschließend wechselte sie nach Schweden, wo sie für AIK in der zweiten Liga spielte. In der Saison 2020 bestritt sie 21 Spiele für Umeå IK in der Damallsvenskan und erzielte dabei zwei Tore. Zur Saison 2021 wechselte sie zu Hammarby IF. In der ersten Saison bestritt sie 21 Spiele für das Team und erzielte dabei ein Tor, in der zweiten Saison 25 Spiele mit drei Toren, in der dritten Saison 24 Spiele mit drei Toren und in der vierten Saison 24 Spiele ohne Tore. In der Saison 2023 gewann Hammarby die schwedische Meisterschaft, nach dem Pokalsieg 2022/2023.
Seit 2025 spielt Nyström für West Ham United.
Nyström gab im Februar 2022 ihr Debüt für die finnische Frauen-Nationalmannschaft. Bis Ende Juni 2025 bestritt sie 29 Länderspiele und erzielte zwei Tore. Ihr erstes Länderspieltor erzielte sie im Februar 2024 in einem Freundschaftsspiel gegen die Philippinen in Spanien, ihr zweites im Februar 2025 in einem Auswärtsspiel gegen Ungarn in der Nations League per Elfmeter.
Im Auftaktspiel der Nationalmannschaft gegen die Isländerinnen bei der Europameisterschaft 2025 erhielt Nyström in der dritten Minute eine Gelbe Karte. Bei der folgenden Niederlage gegen Norwegen schoss sie in der dritten Minute ein Eigentor.

## Erfolge
PK-35 Vantaa
- Finnische Meisterin: 2018

Hammarby IF
- Schwedische Pokalsiegerin: 2022/2023
- Schwedische Meisterin: 2023

Finnland
- Zypern-Cup: 2023
- Pinatar Cup: 2024